# Кивинов, Андрей Владимирович
Андре́й Влади́мирович Ки́винов (при рождении Пи́менов) (род. 25 ноября 1961, Ленинград) — российский писатель и сценарист. Широкую известность получил как автор повестей, на основе которых писались сценарии первого сезона «Улицы разбитых фонарей», а позже как сценарист «Убойной силы».

## Биография
Родился 25 ноября 1961 года в Ленинграде. Окончил Ленинградский судостроительный техникум (1982) и Ленинградский кораблестроительный институт (1986). По комсомольской путевке пошёл работать в милицию. Позже закончил высшие курсы МВД.
В 1986—1998 гг. — сотрудник милиции, последняя должность — начальник отдела по раскрытию умышленных убийств Кировского РУВД Санкт-Петербурга. Подполковник милиции в отставке.
Награждён медалью «За отличную службу по охране общественного порядка» и знаком «За отличную службу в МВД».
В 1998—1999 гг. — сотрудник Агентства журналистских расследований (АЖУР).
В 1999—2005 гг. — автор сценариев к телесериалу «Убойная сила».
В 2000—2003 гг. — главный консультант журнала «Вне закона».
В 2004—2006 гг. — консультант телесериала «Опера: хроники убойного отдела».
В 2005—2007 гг. — преподаватель-методист учебного отдела Санкт-Петербургской средней специальной школы милиции МВД РФ.
Член Союза писателей Санкт-Петербурга.
Обладатель четырёх премий «ТЭФИ» в номинации «Лучший российский сериал».
Попал в Книгу рекордов Санкт-Петербурга как создатель литературной основы самого долгоиграющего сериала в истории отечественного телевидения — «Улицы разбитых фонарей».
Общий тираж его книг — более 20 миллионов экземпляров.

## Общественная позиция
В 2022 году подписал письмо в поддержку российского военного вторжения на Украину.

## Произведения
1994 год
- «Кошмар на улице Стачек» (повесть)
- «Обнесенные Ветром» (повесть)
- «Попутчики» (повесть)
- «Петербургский презент» (повесть)
- «Чарующие сны» (повесть)
- «Отсутствие доказательств» (повесть)
- «Страховочный вариант» (повесть)
- «Охота на крыс» (повесть)
- «Целую, Ларин» (повесть)

1995 год
- «Блюз осеннего вечера» (повесть)
- «Вторжение в частную жизнь» (повесть)
- «Высокое напряжение» (повесть)
- «Инферно» (повесть)
- «Полное блюдце секретов» (повесть)
- «Ля-ля-фа» (повесть)
- «Прямые улики» (рассказ)

1996 год
- «Танцы на льду» (повесть)
- «Куколка» (роман)
- «Два пива, гарсон!» («След бумеранга») (повесть)
- «Двойной угар, или Охота на павиана» (повесть)
- «Проще простого» («Спасибо за музыку») (рассказ)

1997 год
- «Сделано из отходов» (повесть)
- «Дублёр» (повесть)
- «Мент обреченный» (повесть)

1998 год
- «Умирать подано» («Однажды в милиции») (роман)
- «Интервью» (рассказ)
- «Личное дело» (рассказ)
- «Смягчающее обстоятельство» (рассказ)
- «Карамель» (рассказ)
- «Карамель-II» (рассказ)

1999 год
- «Псевдоним для героя» («Маслины для пахана») (роман)
- «Смерть под трактором» (рассказ)
- «Клюква в шоколаде» (рассказ)
- «Рикошет» (рассказ)

2000 год
- «Карамель-III» (рассказ)
- «Визит джентльменов» (рассказ)
- «Миссия выполнима» (рассказ)
- «Рокировка» (рассказ)
- «Розыскник» (не закончен)

2001 год
- «Роль второго плана» (повесть)

2002 год
- «Кома» («Вор должен сидеть!») (повесть)
- «Цена поражения» (рассказ)

2003 год
- «Поп-корн» («Американская мечта») (рассказ)
- «Кошачий коготь» (рассказ)
- «Сюрприз» (рассказ)
- «Угол отражения» (рассказ)
- «Фейерверк» (рассказ)
- «Контрольный вызов» (рассказ)
- «Братство по оружию» (рассказ)
- «Испанский башмачок» (рассказ)

2004 год
- «Продавец слов» (повесть)
- «Автокоп» (рассказ)
- «Раз плюнуть» (рассказ)

2005 год
- «Полнолуние» (рассказ)
- «Тренировочный день» (рассказ)
- «Отдушина» (рассказ)
- «Ничего личного» (рассказ)
- «Чип и Дейл» (рассказ)
- «Услуга» (рассказ)
- «Черная метка» (рассказ)
- «Мыс Доброй Надежды» (новеллизация) (совместно с О. Дудинцевым)

2006 год
- «Чёрный мерин для Москвы» («Курьер из „Рая“») (повесть)
- «Трудно быть мачо» (роман)
- «Благие намерения» (новеллизация) (совместно с О. Дудинцевым)
- «Право на защиту» (новеллизация) (совместно с О. Дудинцевым)
- «Выгодный жених» (новеллизация) (совместно с О. Дудинцевым)
- «Лазурный берег» (новеллизация) (совместно с О. Дудинцевым)
- «Принцип вины» (новеллизация) (совместно с О. Дудинцевым)
- «Чёртово колесо» (новеллизация) (совместно с О. Дудинцевым)
- «Подземка» (новеллизация) (совместно с О. Дудинцевым)
- «Царь зверей» (новеллизация) (совместно с О. Дудинцевым)
- «Аномальная зона» (новеллизация) (совместно с О. Дудинцевым)
- «Ставки сделаны» (новеллизация) (совместно с О. Дудинцевым)

2007 год
- «Каникулы строгого режима» (роман) (совместно с Ф. Крестовым)

2008 год
- «Подсадной» (роман)

2009 год
- «Одноклассница.ru» («Любовь под прикрытием») (роман)
- «Замкнутый цикл» (рассказ)
- «Точка кипения» (рассказ)
- «Ночь накануне расстрела» (рассказы «Корнеев», «Бомонд», «Чтец», «Девочка с бородой», «Старый еврей», «Пилот», «Сисадмин Толик Вассерман», «Колян, веб-дизайнер из Киева», «Эпилог»)[5]

2010 год
- «Три дня без любви» (роман)
- «Пути Господни» (рассказ)
- «Хенк и Боб» (рассказ)

2011 год
- «Вертикаль» (рассказ)
- «Пурга» (роман)
- «Опережая выстрел. Контрснайпер» (новеллизация)
- «Опережая выстрел. Цепная реакция» (новеллизация)

2012 год
- «15 суток, или Можете жаловаться!» (сборник миниатюр)
- «Уличная» (рассказ)
- «Революция, которая жила на крыше» (рассказ)
- «Русская угроза» (рассказ)

2013 год
- «Зона личной безопасности. Идеальный охотник» (новеллизация)
- «Зона личной безопасности. Тревожная кнопка» (новеллизация)
- «Зона личной безопасности. Испытательный срок» (новеллизация)

2014 год
- «Божий промысел» (рассказ)

2015 год
- «Временно недоступен. Перемена мест» (новеллизация)
- «Временно недоступен. Место перемен» (новеллизация)

2018 год
- «Волшебник» (новеллизация)

2019 год
- «Золото Джавад-хана» (роман, в соавторстве с Н. Филатовым)

2022 год
- «Элементарно» (рассказ)

2023 год
- «Почти идеальный герой» (роман)

Сборники
- «Улица разбитых фонарей»
- «Будни капитана Ларина»
- «Тайны капитана Ларина»
- «Убойный отдел»
- «Убойная сила»
- «85-е отделение милиции»
- «Менты»
- «Юмор в ментовских штанишках»
- «Сумерки большого города»
- «Предел прочности»
- «Время Ментов»
- «Менты навсегда»
- «Оперативное вмешательство»
- «Мера пресечения»
- «Сыскной инстинкт»
- «Не входить! Идёт допрос»

Андрей Кивинов представляет
- М. Баконина «Сочи — Базель» (1995)
- Г. Арефьев, В. Бовыкин, В. Дудченко, О. Засорин, Ю. Львова, М. Рутман «Очерки криминального Петербурга 2» (1998)
- С. Майоров «Киллер навсегда» (2001)
- С. Майоров «Выбор оружия» (2001)
- С. Майоров «Акула» (2001)
- С. Майоров «Акула. Охота на Санитара» (2001)
- С. Майоров «Акула. Отстрел воров» (2002)
- В. Болучевский «Двое из ларца» (2001)
- В. Болучевский «Де Жавю» (2001)
- В. Болучевский «Шерше ля фам» (2001)
- Г. Лерин «Детектив из „Мойдодыра“» (2001)
- Г. Лерин «Морской волк» (2001)
- Г. Лерин «Сезон тайфунов» (2001)
- «Предсказамус настрадал нам будущее» (2000)
- «Развлекатель» (2000)

## Фильмография

### Сценарист
- 1995—1998 — Улицы разбитых фонарей (25 серий — 1 сезон)
- 1999—2005 — Убойная сила (все серии)
- 2004—2006 — Опера. Хроники убойного отдела (серии «Автокоп», «Раз плюнуть», «Закон жанра», «Черная метка»)
- 2008 — Трудно быть мачо
- 2008 — Куклы колдуна (8 серий)
- 2009 — Каникулы строгого режима
- 2010 — Любовь под прикрытием
- 2010 — Подсадной
- 2012 — Опережая выстрел (8 серий)
- 2013 — Кома (4 серии)
- 2013 — Курьер из «Рая»
- 2014 — Гена Бетон
- 2015 — Розыгрыш (4 серии)
- 2015 — Временно недоступен (8 серий)
- 2017 — Безопасность (8 серий)
- 2017 — Пурга
- 2017 — Оперетта капитана Крутова (8 серий)
- 2019 — Волшебник (8 серий)
- 2020 — Герой по вызову (10 серий)

### Актёр
- 1998 — Улицы разбитых фонарей — статист на опознании, пьяница в баре (серия «Кошмар на улице С») / следователь на месте преступления (серия «Инферно») / постовой милиционер (серия «Страховочный вариант») / проверяющий из Главка (серии «Высокое напряжение», «Охота на крыс») / ангел-милиционер на «Небесном суде» в страшном сне Казанцева (серия «Высокое напряжение»)
- 2002 — Убойная сила-3 — майор ФСБ (серия «Китайский квартал»)
- 2004 — Лошадиная энциклопедия — французский инквизитор
- 2009 — Каникулы строгого режима — капитан Прохоров, дежурный по отделению милиции
- 2013 — Кома — сотрудник ОБЭП
- 2013 — Курьер из «Рая» — капитан Прохоров, дежурный по отделению полиции (роль вырезана)
- 2014 — Гена Бетон — житель Великобельска (роль вырезана)
- 2015 — Временно недоступен — Белов
- 2017 — Оперетта капитана Крутова — Некрасов
- 2018 — Ментовская сага — камео
- 2019 — Волшебник — редактор

## Награды
- Знак «За отличную службу в МВД»
- Медаль «За отличную службу по охране общественного порядка»
- Премия МВД России (за сериал «Улицы разбитых фонарей», 1999)
- Премии ТЭФИ (2000, 2002)